# Adam Bousdoukos
Adam Bousdoukos (ur. 25 stycznia 1974 w Hamburgu) – niemiecki aktor i scenarzysta filmowy i telewizyjny pochodzenia greckiego.

## Życiorys

### Wczesne lata
Urodził się i dorastał w Hamburgu jako syn greckich emigrantów w hamburskiej dzielnicy Altona. Jako nastolatek grał małe role w reklamach, a później brał lekcje aktorstwa w Hamburger Stageschool. W Hamburgu w 2005 r. założył własny pub w Altona.

### Kariera
Po udziale w 11-minutowej komedii romantycznej Fatiha Akina Sensin - Masz go! (Sensin - Du bist es!, 1995), zwrócił na siebie uwagę rolą Costy w dramacie kryminalnym Akina Szybko i bezboleśnie (Kurz und schmerzlos, 1998) i wraz z innymi dwoma aktoarmi odtwarzającymi głównych bohaterów (Mehmetem Kurtulusem i Aleksandarem Jovanovicem) otrzymał nagrodę specjalną na Locarno International Film Festival '98 oraz Adolf Grimme Award. Ponadto wcielał się w różne role telewizyjne, m.in. w jednym z odcinków serialu Telefon 110 (Polizeiruf 110, 2001).

## Filmografia

### Filmy
- 1998: Szybko i bezboleśnie (Kurz und schmerzlos) jako Costa
- 2000: W lipcu (Im Juli.) jako piosenkarz w klubie
- 2004: Głową w mur (Gegen die Wand) jako barman
- 2005: Kebab Connection jako Valid
- 2008: Die Schimmelreiter jako Panaiotis
- 2009: Soul Kitchen jako Zinos Kazantsakis
- 2010: Na desce (Chalet Girl) jako Willy
- 2012: Życie to nie bajka (Das Leben ist nichts für Feiglinge) jako Kurt
- 2013: V8: Chcesz pozostać najlepszym (V8 - Du willst der Beste sein) jako Angelo Michele
- 2014: The Cut
- 2014: Ein Geschenk der Götter jako Dimitri
- 2015: Tetarti 04:45 jako kierowca
- 2017: Lato na Cyprze (Ein Sommer auf Zypern, TV) jako Elyas Basdekis
- 2018: Nasze chłopaki - nawet striptizu trzeba się nauczyć (Unsere Jungs - Auch Strippen will gelernt sein, TV) jako Cem
- 2019: Królewskie dzieci (Die drei Königskinder, TV) jako Hans
- 2019: Złota Rękawiczka jako Lefteris

### Seriale TV
- 2001: Telefon 110 (Polizeiruf 110)
- 2003: Edel i Starck (Edel & Starck) jako Luigi Ferrara
- 2012: SOKO Leipzig jako Thorsten Weingarten
- 2012: Der letzte Bulle jako Lutz Görnemann
- 2013: SOKO Stuttgart jako Robert 'Rocky' Hofer
- 2014: Ostatni gliniarz jako Lutz Görnemann
- 2015: Sibel i Max (Sibel & Max) jako Mike Brandt
- 2017: Tatort jako Henning